# 56e Pantserkorps (Wehrmacht)
Het 56e Pantserkorps  (Duits: Generalkommando LVI. Panzerkorps) was een Duits legerkorps van de Wehrmacht tijdens de Tweede Wereldoorlog. Het het korps was voortdurend in actie in de centrale sector van het Oostfront. Het eindigde bij het begin van het Sovjet-winteroffensief 1945. Daarna werd het korps opnieuw opgericht in Silezië. Het korps vocht aan de Oder en kreeg de opdracht de verdediging van Berlijn te organiseren eind april 1945 en capituleerde daar.

## Krijgsgeschiedenis

### Oprichting
Het 56e Pantserkorps werd opgericht op 1 maart 1942 tussen Sytsjovka en Gzjatsk in Rusland door omdopen van het 56e Gemotoriseerde Korps.

### 1942
In maart 1942 werd het korps uit het oostelijk gerichte front tussen Sytsjovka en Gzjatsk gehaald en aan het westelijk gerichte front zuidelijk van Sytsjovka geplaatst. Dit was gericht tegen de 29e en 39e Sovjetlegers in de rug van het 9e Leger. In april volgde een verplaatsing naar het gebied rond Spas-Demensk. Hier had het korps zowel een regulier front als Sovjettroepen (o.a. 33e Sovjetleger) en partizanen in de rug. De operaties in dit gebied (o.a. Operatie Hannover), duurden tot in juli 1942. Met de 267e en 331e Infanteriedivisies en de 10e Gemotoriseerde Divisie voerde het korps verschillende anti-partizaan acties uit tussen Spas-Demensk en Kirov: de Operaties Dietrich, Banditenstreich en Eisvogel. Het oostelijke front bleef gedurende het grootste deel van 1942 redelijk stabiel in dit gebied.

### 1943

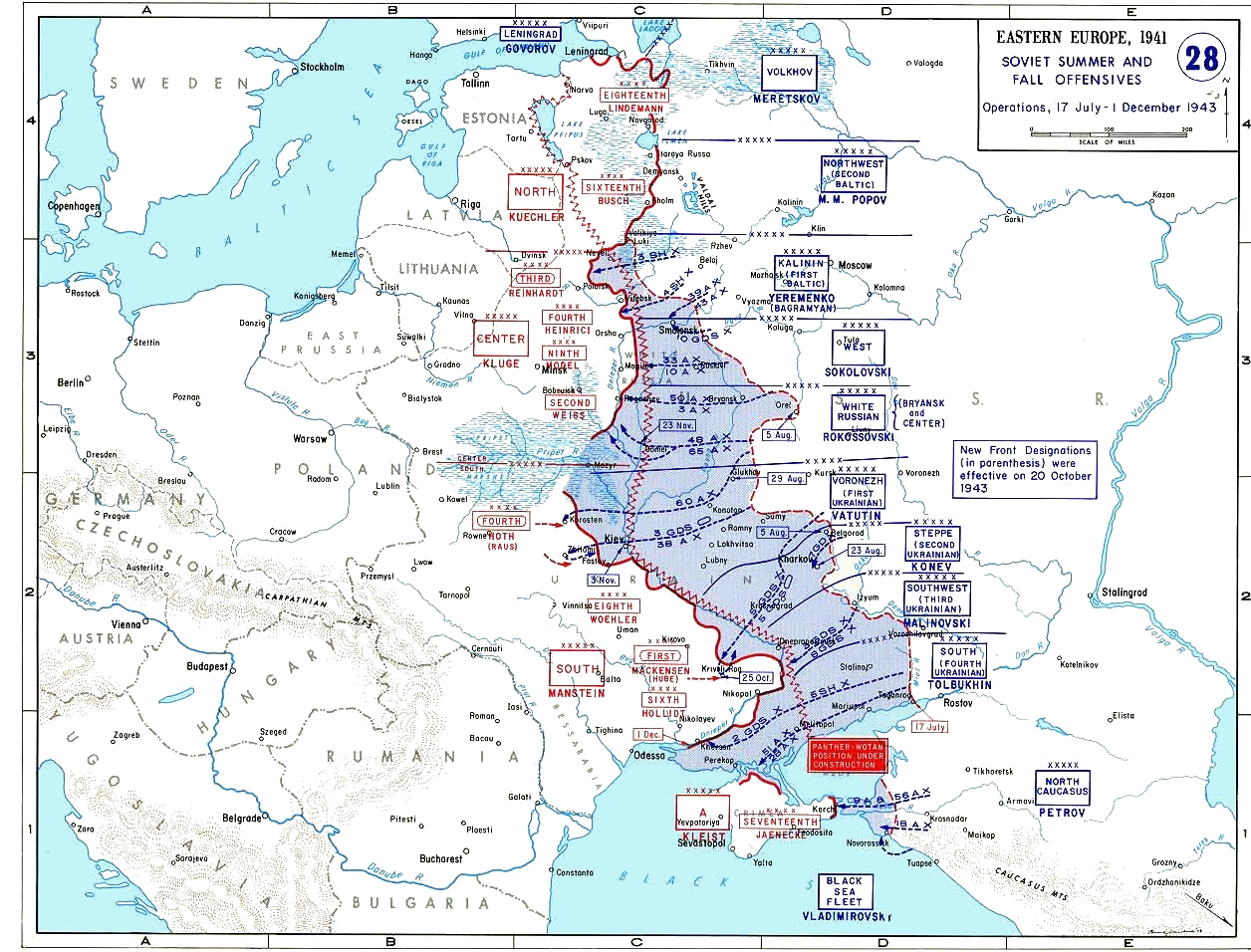
Sovjet Zomeroffensief 1943

Het korps nam slechts zijdelings deel uit van Operatie Büffel in maart 1943, alleen de linkerflank bij Spas-Demensk moest een stuk meebuigen. In april 1943 beschikte het korps over de 31e, 131e, 267e en 321e Infanteriedivisies en de 14e Gemotoriseerde Divisie. In augustus 1943 werd het korps aangevallen door het Sovjet-Brjanskfront en moest terugwijken. Het korps werd vervolgens uit het front gehaald, door het 41e Pantserkorps vervangen en eind augustus naar het 2e Leger verplaatst. Het nieuwe inzetgebied lag 50 km ten westen van Sevsk. In de maand die daarop volgde moest het korps ver terugtrekken en begin oktober lag het achter de Dnjepr bij Bragin. Hier beschikte het korps over aan het einde van het jaar (23 december 1943) over de 5e Pantserdivisie, delen van de 203e Beveiligingsdivisie, Kampfgruppe 12e Pantserdivisie, de helft van Korps-Abteilung E en delen van de 4e Pantserdivisie.

### 1944
Eind januari 1944 was het korps deel van het 9e Leger in het gebied rond Parychi en beschikte over de 4e Pantserdivisie en de 11e en 35e Infanteriedivisies. Na het offensief dat in januari door het 1e Oekraïense Front werd gelanceerd, werden Duitse eenheden in februari teruggedrongen over de Stohod. Het korps werd hierop verplaatst oostelijke Pripjat-gebied. Met als speerpunt de 4e en 5e Pantserdivisies voerde het korps vanaf 21 maart sterke tegenaanvallen uit om Kovel te ontzetten. In april 1944 verdedigde het korps samen met Hongaarse eenheden de toegang tot Brest-Litovsk. Op 30 mei 1944 kwam het korps onder bevel van het 4e Pantserleger en in deze maand beschikte het korps over de 26e, 131e en 342e Infanteriedivisies en de 1e Skijägerdivisie. Op 6 juli moest, in afwachting van een nieuw offensief (Lemberg-Sandomier Operatie) van de Sovjets, Kovel ontruimd worden en daarna trok het korps terug over de Westelijke Boeg richting Chełm. De doorbraak van het Sovjet 8e Sovjet Gardeleger resulteerde in het verlies van Lublin op 24 juli en de terugtrekking eindigde pas achter de Weichsel. In september 1944 stonden de 214e, 253e en 342e Infanteriedivisies onder bevel. In november wisselde het korps weer naar het 9e Leger en beveiligde het Sovjet Weichsel-bruggenhoofd bij Puławy.

### 1945
In januari 1945 werd het korps bij het Wisła-Oderoffensief van het Rode Leger met zijn 17e en 214e Infanteriedivisies al snel omsingeld bij de uitbraak uit het Puławy-bruggenhoofd en probeerde nog van Radom (Polen) naar het zuidwesten richting Kielce te komen, maar dit lukte niet meer. De staf en ook het gros van de divisies gingen eind januari in Sovjet-krijgsgevangenschap of sneuvelden. De commandant sneuvelde.

### Tweede oprichting
Medio februari werd uit de staf van het "Stellvertretendes Generalkommando VIII.A.K", met delen van de vernietigde korpsstaven van het 56e Pantserkorps en het 42e Legerkorps het "Generalkommando Korpsgruppe Schlesien" gevormd. Commandant bleef de commandant van het Stellvertretendes Generalkommando VIII.A.K, General der Kavallerie Rudolf Koch-Erpach.

Op 7 maart werd Korpsgruppe Schlesien officieel omdoopt tot 56e Pantserkorps.

### 1945 vervolg

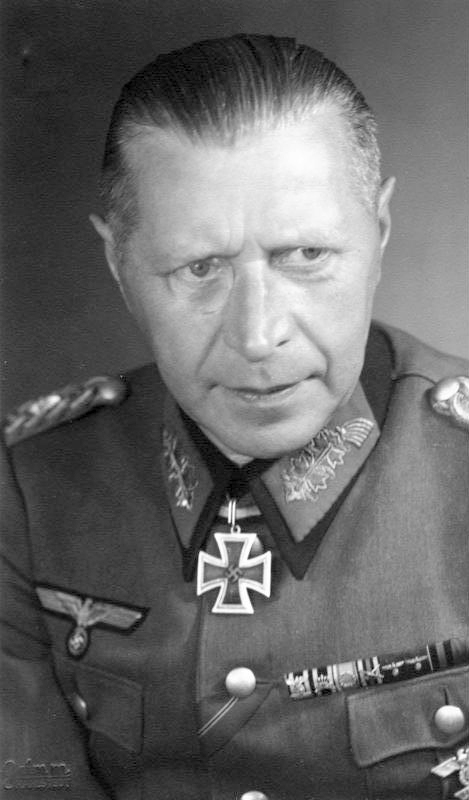
Generaal Weidling was de verdediger van Berlijn

Het korps kwam in maart 1945 in actie in Opper-Silezië. De onder bevel staande 20. Waffen-Grenadier-Division der SS en resten van de 168e Infanteriedivisie werden medio maart tussen de Glatzer Neiße en de Oder bij Oppeln door de Sovjets afgesneden en omsingeld. Het geredde korps werd uit het front genomen en naar het 9e Leger bij Müncheberg verplaatst. Bij het begin van de Slag om Berlijn leed het korps tussen 16 en 19 april 1945 zware verliezen bij de verdediging aan de Oder. Bij de gevechten in de Slag om de Seelower Höhen beschikte het korps over de 18e en 25e Pantsergrenadierdivisies, de Pantserdivisie Müncheberg, de Schwere SS-Panzer-Abteilung 502 en de Pantsergrenadierdivisie Kurmark. Het 1e Sovjet Garde Tankleger en het 8e Gardeleger rukten het Duitse front tussen Wriezen en Müncheberg aan stukken. De resten van het korps moesten zich langzaam terugtrekken naar Berlijn. Op 23 april werd Generaal Weidling tot stadscommandant van Berlijn benoemd. Het korps nam de verdediging van de stad op zich en wird in de daaropvolgende week langzaam tot het centrum teruggedrukt.
Het 56e Pantserkorps capituleerde op 2 mei 1945 in Berlijn tegelijk met de algehele capitulatie van die stad.

## Bovenliggende bevelslagen
| Leger              | Legergroep               | Plaats/regio            | Begin             | Eind              |
| ------------------ | ------------------------ | ----------------------- | ----------------- | ----------------- |
| 9. Armee           | Heeresgruppe Mitte       | Gzjatsk                 | 1 maart 1942      | 2 mei 1942        |
| 4. Armee           | Heeresgruppe Mitte       | Spas-Demensk            | 2 mei 1942        | 15 juli 1943      |
| 9. Armee           | Heeresgruppe Mitte       | Spas-Demensk, Kirov     | 15 juli 1943      | 27 augustus 1943  |
| 2. Armee           | Heeresgruppe Mitte       | Sevsk, Bobruisk         | 27 augustus 1943  | 19 januari 1944   |
| 9. Armee           | Heeresgruppe Mitte       | Bobruisk                | 19 januari 1944   | 21 maart 1944     |
| 2. Armee           | Heeresgruppe Mitte       | Kovel                   | 21 maart 1944     | 20 mei 1944       |
| direct onder bevel | Heeresgruppe Nordukraine | Chelm                   | 20 mei 1944       | 30 mei 1944       |
| 4. Panzerarmee     | Heeresgruppe Nordukraine | Chelm, Lublin, Weichsel | 30 mei 1944       | 23 september 1944 |
| 4. Panzerarmee     | Heeresgruppe A           | Weichsel, Pulawy        | 23 september 1944 | november 1944     |
| 9. Armee           | Heeresgruppe Mitte       | Pulawy                  | november 1944     |                   |
| 9. Armee           | Heeresgruppe A           | Pulawy, Radom           | januari 1945      | eind januari 1945 |
|                    |                          |                         |                   |                   |
| 1. Panzerarmee     | Heeresgruppe Mitte       | Silezië                 | 7 maart 1945      | 31 maart 1945     |
| 4. Panzerarmee     | Heeresgruppe Weichsel    | Oder                    | 1 april 1945      | medio april 1945  |
| 9. Armee           | Heeresgruppe Weichsel    | Oder                    | medio april 1945  | medio april 1945  |
| direct onder bevel | Heeresgruppe Weichsel    | Oder                    | medio april 1945  | 16 april 1945     |
| 9. Armee           | Heeresgruppe Weichsel    | Oder, Berlijn           | 16 april 1945     | 23 april 1945     |
| direct onder bevel | Heeresgruppe Weichsel    | Oder, Berlijn           | 23 april 1945     | 2 mei 1945        |

## Commandanten
| Rang                                                           | Naam               | Begin            | Eind              |
| -------------------------------------------------------------- | ------------------ | ---------------- | ----------------- |
| General der Panzertruppe                                       | Ferdinand Schaal   | 1 maart 1942     | 12 augustus 1943  |
| Generalleutnant General der Infanterie (vanaf 1 november 1943) | Friedrich Hossbach | 12 augustus 1943 | 14 november 1943  |
| General der Infanterie                                         | Anton Grasser      | 14 november 1943 | 9 december 1943   |
| General der Infanterie                                         | Friedrich Hossbach | 9 december 1943  | 14 juni 1944      |
| General der Infanterie                                         | Johannes Block     | 15 juni 1944     | 26 januari 1945 † |
|                                                                |                    |                  |                   |
| General der Kavallerie                                         | Rudolf Koch-Erpach | 7 maart 1945     | 10 april 1945     |
| General der Artillerie                                         | Helmuth Weidling   | 10 april 1945    | 2 mei 1945        |

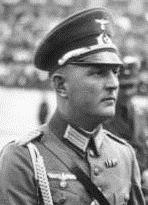
Friedrich Hoßbach, hier als majoor in 1934

General Block sneuvelde op 26 januari 1945 noordelijk van Kielce.

General Weidling werd op 25-26 april 1945 tijdelijk vervangen door Generalmajor Werner Mummert. Weidling was vanaf 23 april tegelijkertijd Kampfkommandant von Berlin.

### Eerste Generale Stafofficier (Ia)[1]
| Rang       | Naam            | Begin             | Eind         | Opmerking |
| ---------- | --------------- | ----------------- | ------------ | --------- |
| Major i.G. | Rüdiger Pipkorn | 11 september 1942 | 30 juni 1943 |           |
| Major i.G. | Hans Heitzmann  | 2 november 1943   | 10 juli 1944 |           |

### Tweede Generale Stafofficier (Ib)[2]
| Rang       | Naam           | Begin        | Eind            | Opmerking |
| ---------- | -------------- | ------------ | --------------- | --------- |
| Major i.G. | Hans Heitzmann | 16 juni 1943 | 1 november 1943 |           |